# هنري الكسندر بالدوين
هنري الكسندر بالدوين (بالإنجليزية: Henry Alexander Baldwin)‏ هو سياسي أمريكي، ولد في 12 يناير 1871 في ماوي في الولايات المتحدة، وتوفي بنفس المكان في 8 أكتوبر 1946. حزبياً، نشط في Hawaii Republican Party ‏ والحزب الجمهوري.